# Port lotniczy Takoradi
Port lotniczy Takoradi – port lotniczy zlokalizowany w ghańskim mieście Sekondi-Takoradi. Obsługuje połączenia lotnicze ze stolicą, Akrą.

## Linie lotnicze i połączenia
| Linia Lotnicza        | Kierunek |
| --------------------- | -------- |
| Africa World Airlines | 1. Akra  |
| Passion Air           | 1. Akra  |